# راس شون
راس شون (انگلیسی: Russ Schoene؛ زادهٔ ۱۶ آوریل ۱۹۶۰) بازیکن بسکتبال اهل ایالات متحده آمریکا است.
از باشگاه‌هایی که در آن بازی کرده‌است می‌توان به المپیا میلان، ایندیانا پیسرز، سیاتل سوپرسانیکس، و فیلادلفیا سونتی‌سیکسرز اشاره کرد.